# 邦蓋岡縣

邦蓋岡縣在阿薩姆邦的位置

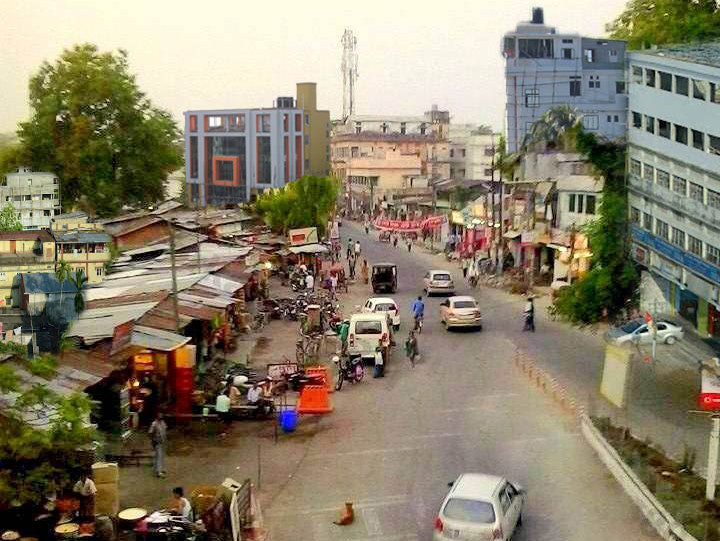
邦格艾加奥恩市區

邦蓋岡縣是印度東北部阿薩姆邦的一個縣，面積2,510平方公里，2011年人口732,639，七成人口信奉印度教，人口密度每平方公里292人。行政中心邦格艾加奥恩。

## 外部連結
- Bongaingaon district official website （页面存档备份，存于）
- （页面存档备份，存于） list of places in Bongaigaon